# Тунгатаровский сельсовет
Тунгатаровский сельсовет — муниципальное образование в Учалинском районе Башкортостана.
Согласно Закону о границах, статусе и административных центрах муниципальных образований в Республике Башкортостан имеет статус сельского поселения.
Состоит из двух обособленных локаций.

## Состав сельсовета
- с. Комсомольск,
- д. Курама,
- д. Тунгатарово,
- д. Старобалбуково,
- д. Азнашево,
- д. Кажаево,
- д. Старобайрамгулово,
- д. Старомуйнаково,
- д. Шарипово,
- д. Яльчигулово.

## Население
| 2002  | 2009  | 2010  | 2012  | 2013  | 2014  | 2015  |
| ----- | ----- | ----- | ----- | ----- | ----- | ----- |
| 2781  | ↗2796 | ↘2299 | ↘2246 | ↘2204 | ↘2154 | ↘2063 |
| 2016  | 2017  | 2018  |       |       |       |       |
| ↘2034 | ↘1997 | ↘1958 |       |       |       |       |

## История
Закон Республики Башкортостан от 19.11.2008 N 49-з «Об изменениях в административно-территориальном устройстве Республики Башкортостан в связи с объединением отдельных сельсоветов и передачей населённых пунктов» гласил:

 "Внести следующие изменения в административно-территориальное устройство Республики Башкортостан:

43) по Учалинскому району:

 г) объединить Тунгатаровский и Старобайрамгуловский сельсоветы с сохранением наименования «Тунгатаровский» с административным центром в селе Комсомольск.
Включить деревни Азнашево, Кажаево, Старобайрамгулово, Старобалбуково, Шарипово, Яльчигулово Старобайрамгуловского сельсовета в состав Тунгатаровского сельсовета.

Утвердить границы Тунгатаровского сельсовета согласно представленной схематической карте.

Исключить из учетных данных Старобайрамгуловский сельсовет 